# Catharine Sedgwick
Catharine Maria Sedgwick (Stockbridge, 28 dicembre 1780 – Boston, 31 luglio 1867) è stata una scrittrice statunitense.

## Biografia
Figlia di Pamela Dwight e del politico Thedore Sedgwick, Catharine Maria Sedgwick nacque nel Massachusetts nel 1789 
Nel 1820 si convertì dal calvinismo all'unitarismo, un episodio che la spinse a scrivere contro l'intolleranza religiosa, ma che fu d'ispirazione anche per il suo primo romanzo, A New-England Tale. Redwood (1824). Il romanzo ricevette un'accoglienza positiva, tanto da essere subito tradotto anche in francese; l'autrice fu paragonata favorevolmente a James Fenimore Cooper. Nel 1825 scrisse il suo primo libro per bambini, The Travellers, e, forte del successo riscosso, scrisse anche il suo romanzo successivo (Hope Leslie, 1827) per giovani lettori. In questi libri si esaltavano le virtù domestiche come baluardo di difesa della Repubblica, ma queste opere mostrano anche una certa attenzione ai rapporti tra coloni e nativi americani, nonché alla condizione femminile.
I suoi dieci romanzi mostrano interesse per diversi generi letterari: a Hope Leslie, ad esempio, seguirono il romanzo di maniera Clarence (1830) e il romanzo storico The Linwoods (1835), ambientato durante la Rivoluzione americana. Pur essendo stata fidanzata da giovane, Sedgwick non si sposò mai e rifiutò diverse proposte di matrimonio pur di preservare la propria indipendenza: nel suo ultimo romanzo, Married or Single (1857), invita le lettrici a non sposarsi se questo significa perdere rispetto per se stesse.
Morì a Boston nel 1867 all'età di settantasette anni.

## Opere (parziale)
- A New-England Tale; Or Sketches of New-England Character and Manners (1822)
- Redwood: A Tale (1824)
- Hope Leslie; or, Early Times in the Massachusetts (1827)
- Clarence; or, A Tale of Our Own Times (1830)
- The Linwoods; or, "Sixty Years Since" in America (1835)
- Home (Boston, 1835)
- The Poor Rich Man, and the Rich Poor Man (New York, 1836)
- Live and Let Live; or, Domestic Service Illustrated (1837)
- The Irish Girl, and Other Tales (1850)
- Married or Single? (1857)